# Igreja Presbiteriana Reformada do Nordeste da Índia
A Igreja Presbiteriana Reformada do Nordeste da Índia - IPRNI - (em inglês Reformed Presbyterian Church of North East India  -  PRC NEI) é uma denominação presbiteriana, estabelecida no Nordeste da Índia, em 1979, como resultado do trabalho missionário da Igreja Presbiteriana Reformada da Índia.

## História
Em 1835, o Rev. James R. Campbell, missionário da Igreja Presbiteriana Reformada da América do Norte, começou a evangelizar em Saharanpur. A partir do seu trabalho, nasceram igrejas igrejas presbiterianas. Outros missionários escoceses e irlandeses também  plantaram igrejas na região. O resultado destas missões foi o estabelecimento do Presbitério de Saharanpur, em 1862, vinculada à denominação norte-americana.
Nas décadas de 1930 e 1940, missionários da Igreja Presbiteriana Bíblica também começaram a plantar igrejas no Norte da Índia, levando à formação da Igreja Presbiteriana da Bíblia de Delhi. Em 1969, estas denominações se uniram para formar a Igreja Presbiteriana Reformada da Índia.
Desde o início do Século XX, o Rev. Watkins R. Robert iniciou o trabalho missionário no Nordeste da Índia. Em 1979, as missões nesta região formaram a Igreja Presbiteriana Reformada do Nordeste da Índia (IPRNI), à época ainda uma parte da Igreja Presbiteriana Reformada da Índia. Em 1996 a IPRNI tornou-se uma denominação completamente independente.

## Demografia
| Ano  | Igrejas | Membros |
| ---- | ------- | ------- |
| 2004 | 50      | 4.200   |
| 2020 | 104     | 14.038  |
| 2021 | 105     | 11.376  |

Em 2004, a denominação tinha  4.200 membros e 50 congregações.
Em 2020, atingiu 14.038 membros e 104 igrejas.
Em 2021, a denominação estimou ser formada por 11.376 membros, em 105 igrejas e congregações.

## Doutrina
A IPRNI adota o Credo dos Apóstolos, Confissão de Fé de Westminster, Breve Catecismo de Westminster e Catecismo Maior de Westminster, como sua doutrina oficial. A denominação se opõe a ordenação de mulheres.

## Relações Intereclesiásticas
A denominação é membro da Comunhão Mundial das Igrejas Reformadas, Fraternidade Reformada Mundial e da Conferência Internacional das Igrejas Reformadas. Possui relacionamento de irmandade com as Igrejas Reformadas Liberadas e relacionamento correspondente com a Igreja Presbiteriana Ortodoxa.
A nível nacional, é membro do Conselho de Igrejas do Nordeste da Índia, Fraternidade Evangélica da Índia e Fraternidade Presbiteriana e Reformada da Índia.